# Theo Bakkers
Theo (Theodore) Bakkers (Rotterdam, 22 maart 1933 – 29 oktober 2024) was een Nederlands politicus en bestuurder van de VVD. 
Theo Bakkers was opgeleid als scheikundige en bedrijfseconoom. Naast zijn werk als stafmedewerker bij TNO was hij van 1974 tot 1978 gemeenteraadslid in Schiedam. Bakkers werd in december 1975 lid van de Rijnmondraad. In september 1978 werd hij gecommitteerde bij het Openbaar Lichaam Rijnmond met in zijn portefeuille Economische Aangelegenheden. Begin 1986 hield dat bestuursorgaan op te bestaan.
In september 1986 werd hij, na weer een kort raadslidmaatschap van Schiedam, burgemeester van Ouderkerk. Hij zou dat blijven tot zijn pensionering in 1998. In 1998 werd hij benoemd tot Ridder in de Orde van Oranje-Nassau. Naast zijn werk zette hij zich tot hoge leeftijd in voor de historische en archeologische vereniging van de Krimpenerwaard.
Tot 2005 was hij hoofdingeland van het hoogheemraadschap van de Krimpenerwaard. In september 2021 is als eerbetoon voor zijn inzet voor de gemeente, in Ouderkerk aan den IJssel een straat naar hem vernoemd.
Bakkers was getrouwd met L. De Wit (overleden in 2018), en overleed zelf in 2024.